# Blaberus giganteus
Blaberus giganteus är en kackerlacksart som först beskrevs av Carl von Linné 1758.  Blaberus giganteus ingår i släktet Blaberus och familjen jättekackerlackor. Inga underarter finns listade.

## Bildgalleri

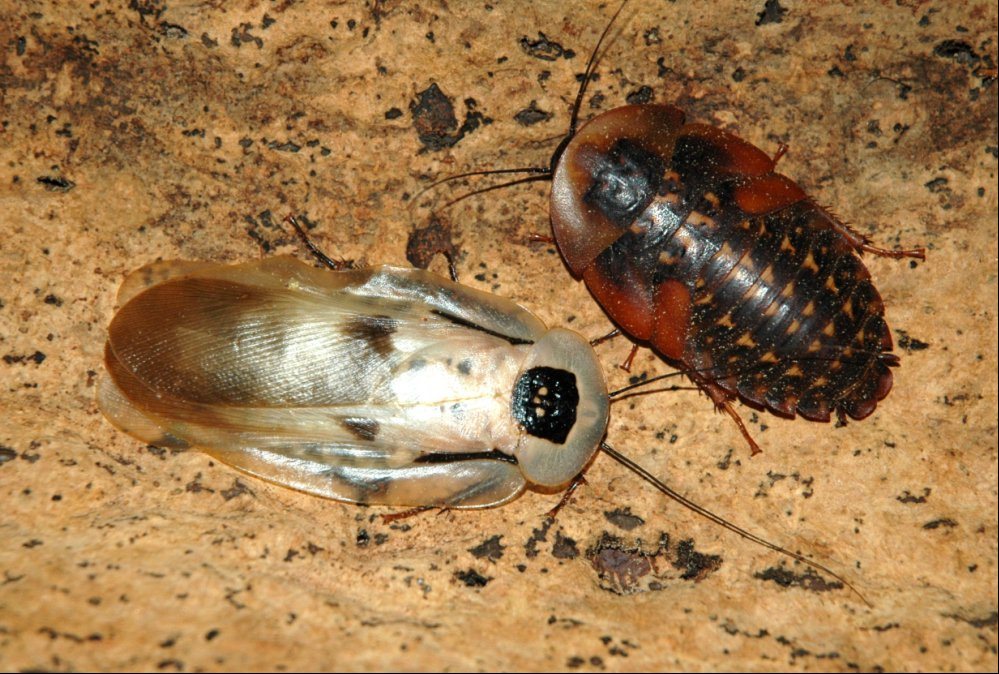
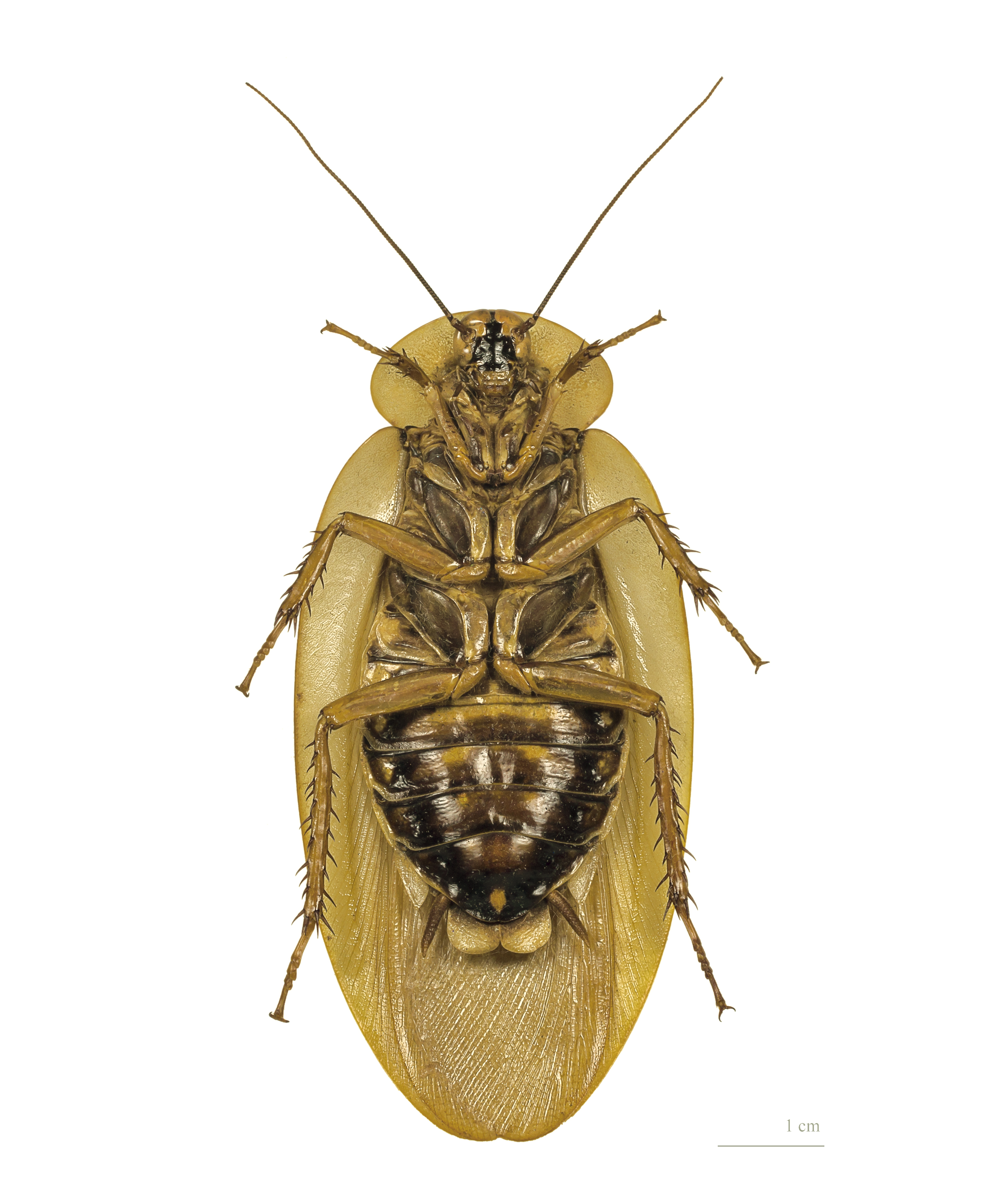
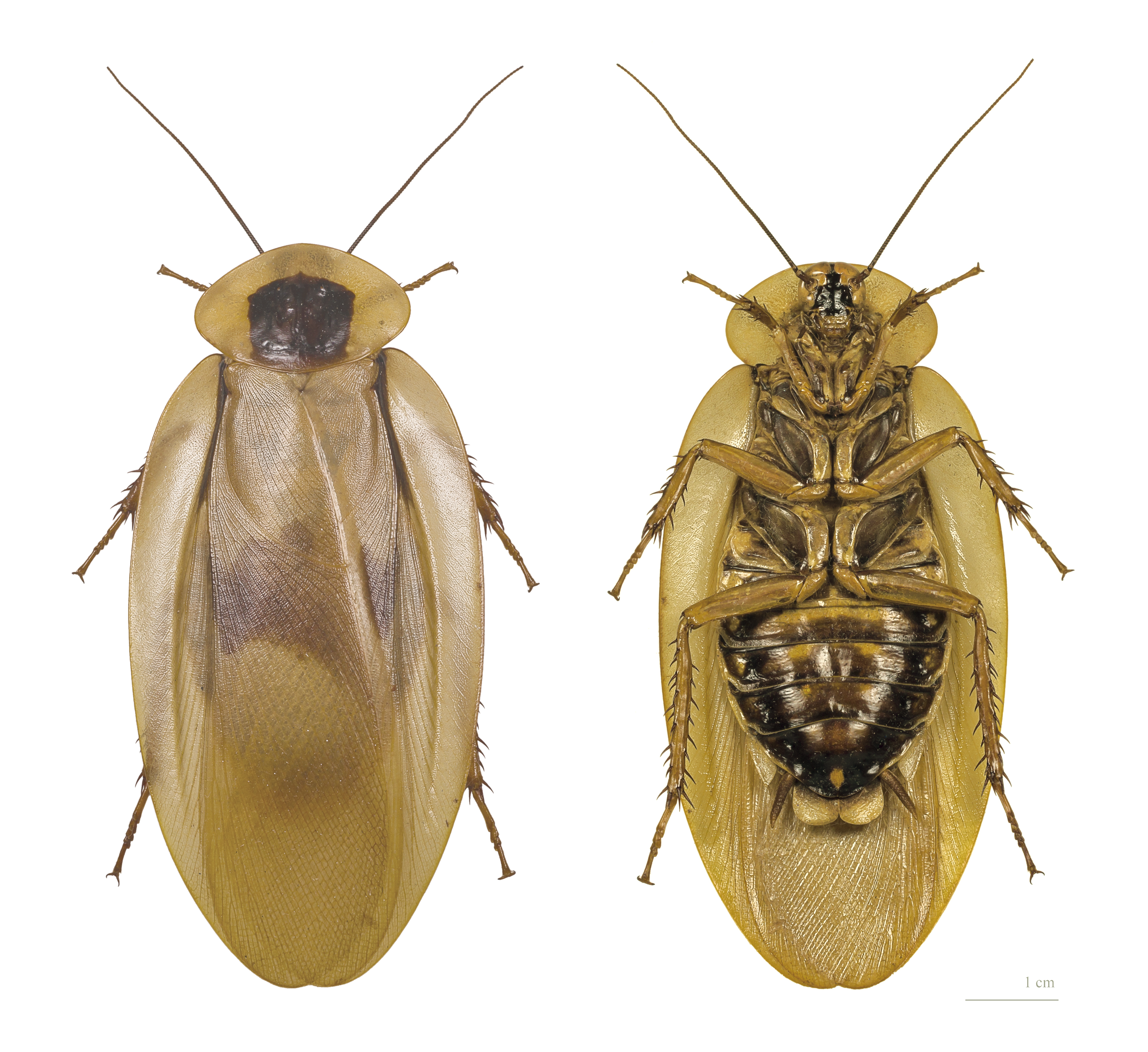
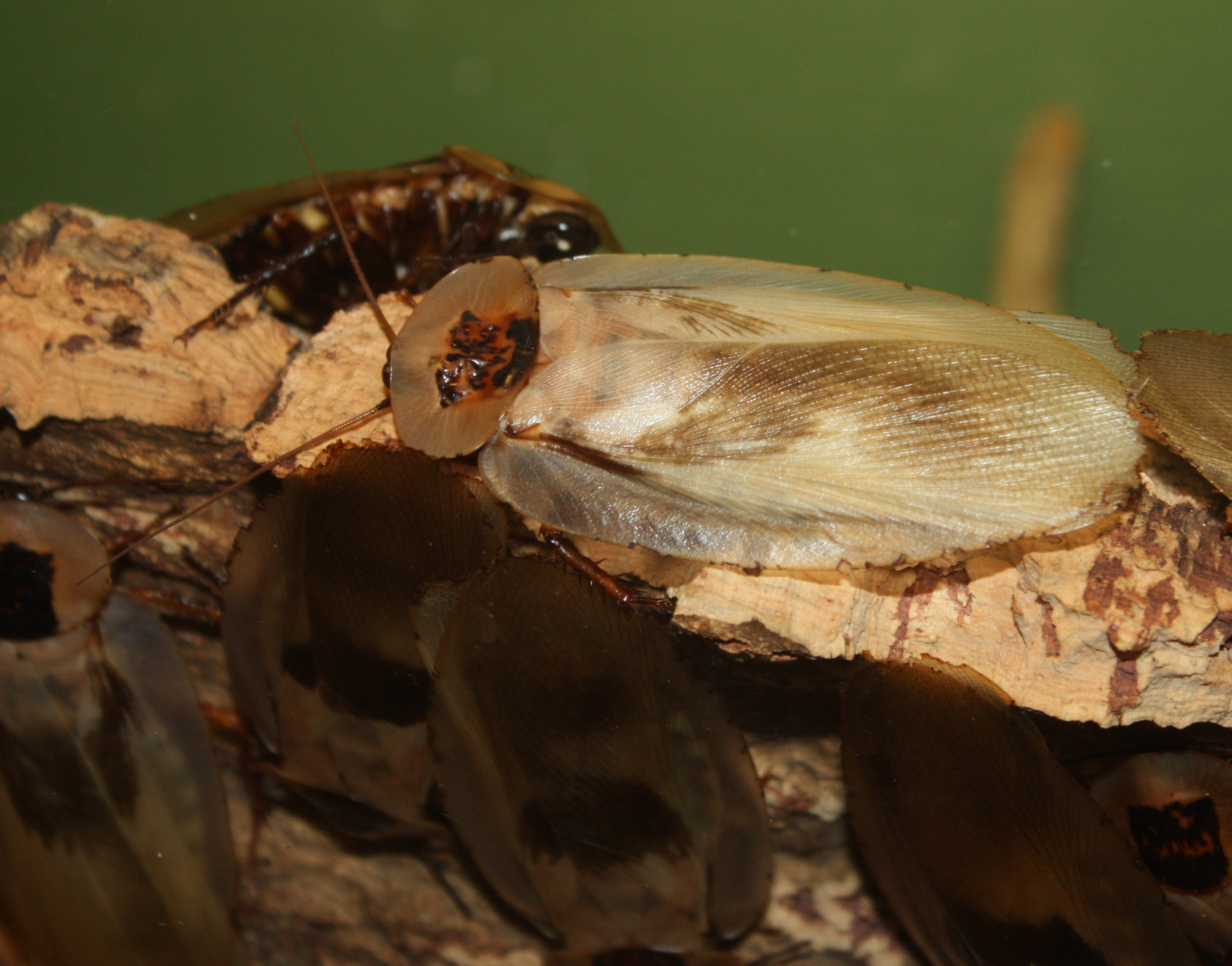
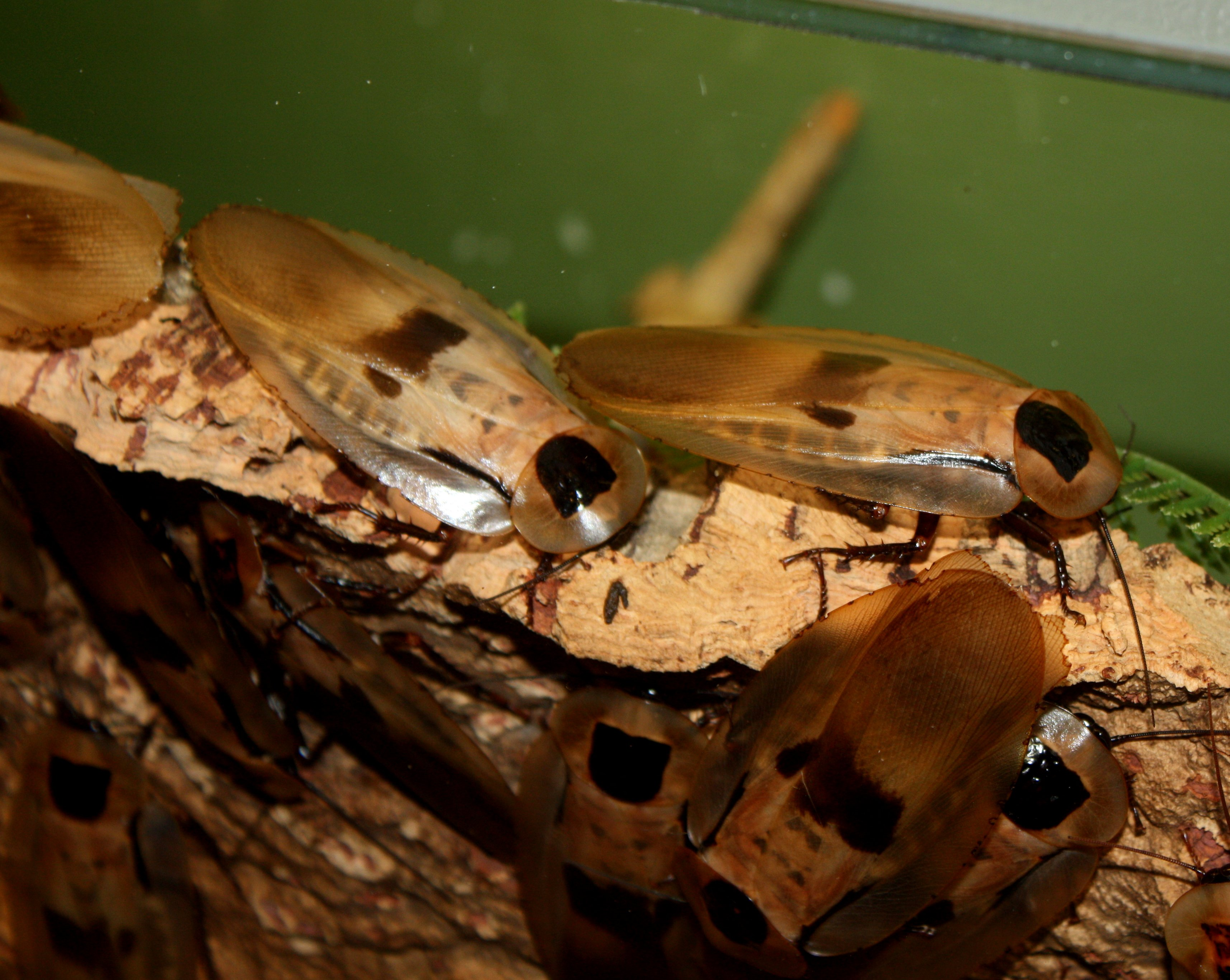
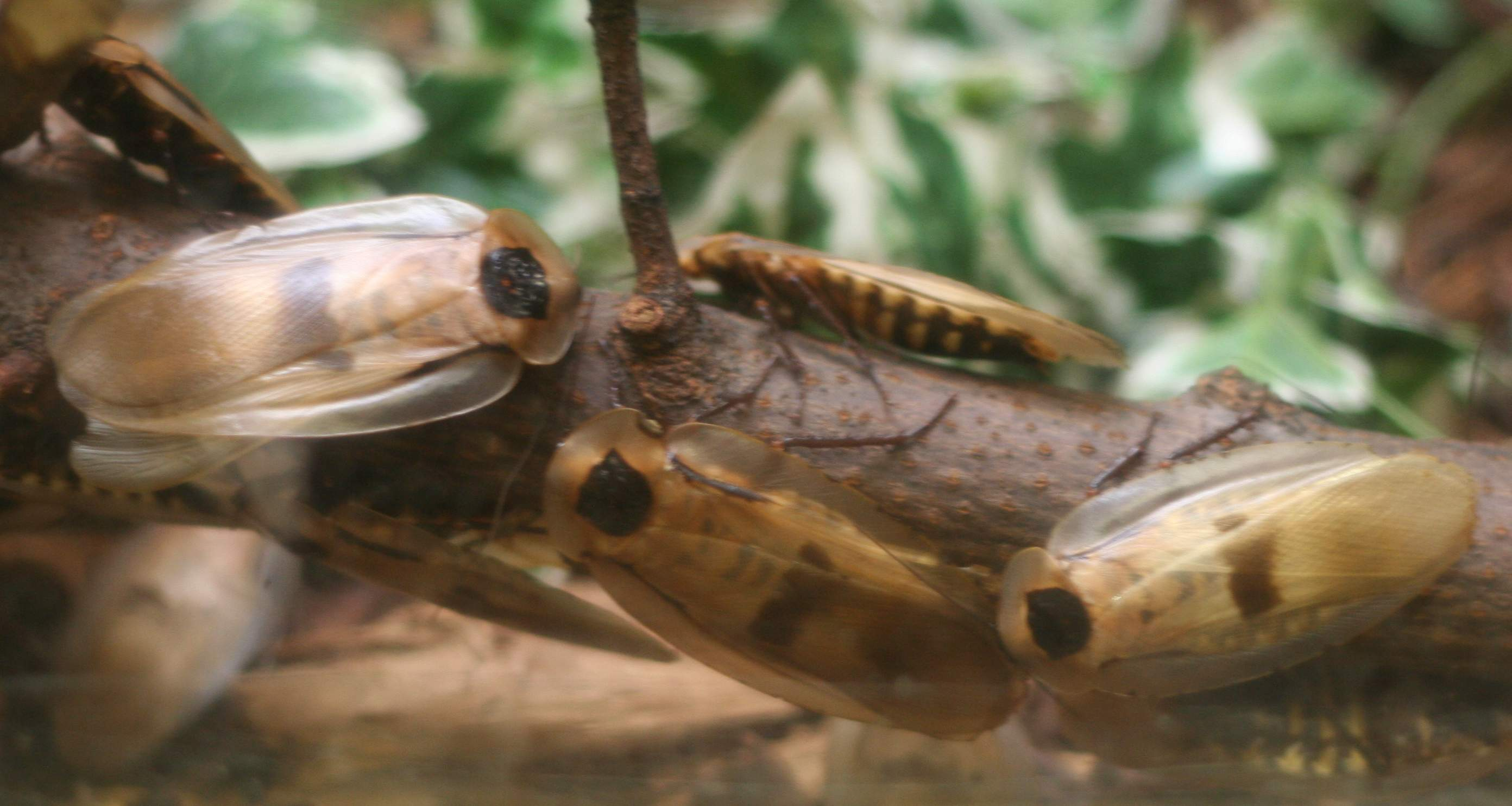